# Izabella Hyla
Izabella Hyla (ur. 18 listopada 1931 w Kielcach zm. 8 marca 2019 – profesorka nauk technicznych.
W 1957 roku ukończyła Politechnikę Śląską, w 1965 roku uzyskała stopień doktorki nauk technicznych, a doktorki habilitowanej w 1988 roku na Uniwersytecie Technicznym w Dreźnie. Profesorką została w 1989 roku.  
Na Politechnice Śląskiej pełniła funkcje m.in. kierowniczki Zakładu Kompozytów Wydziału Inżynierii Materiałowej i Metalurgii (od 1990 roku do 2001 roku). Była członkinią m.in. Zarządu Głównego Polskiego Towarzystwa Materiałów Kompozytowych, gdzie od 1994 roku przewodziła Sekcji Kompozytów Polimerowych. Jest autorką ponad 100 prac. Jej badania obejmują m.in. projektowanie, produkcję i badanie materiałów kompozytowych, metody wytwarzania kompozytów w sposób pozwalający zagospodarować odpady przemysłowe.
Została odznaczona Srebrnym Krzyżem Zasługi w 1974 roku, Krzyżem Kawalerskim Orderu Odrodzenia Polski w 1984 roku oraz Medalem Komisji Edukacji Narodowej w 1997 roku.  